# Benarrow
Die Benarrow GmbH ist ein deutsches Unternehmen im Bereich Automobil.

## Unternehmensgeschichte
Es wurde 2008 in Wittlich gegründet. Die Firma ist aus dem Anlagenbauunternehmen Benninghoven entsprungen, das in Mülheim (Mosel) Asphaltmischer herstellt und dessen autobegeistertes Management ein eigenes Auto produzieren wollte. Die Produktion lief von 2008 bis 2010. Insgesamt entstanden sechs Fahrzeuge. Seitdem ist das Unternehmen noch als Werkstatt aktiv und auf die Restaurierung von Oldtimern spezialisiert.

## Benarrow PB5

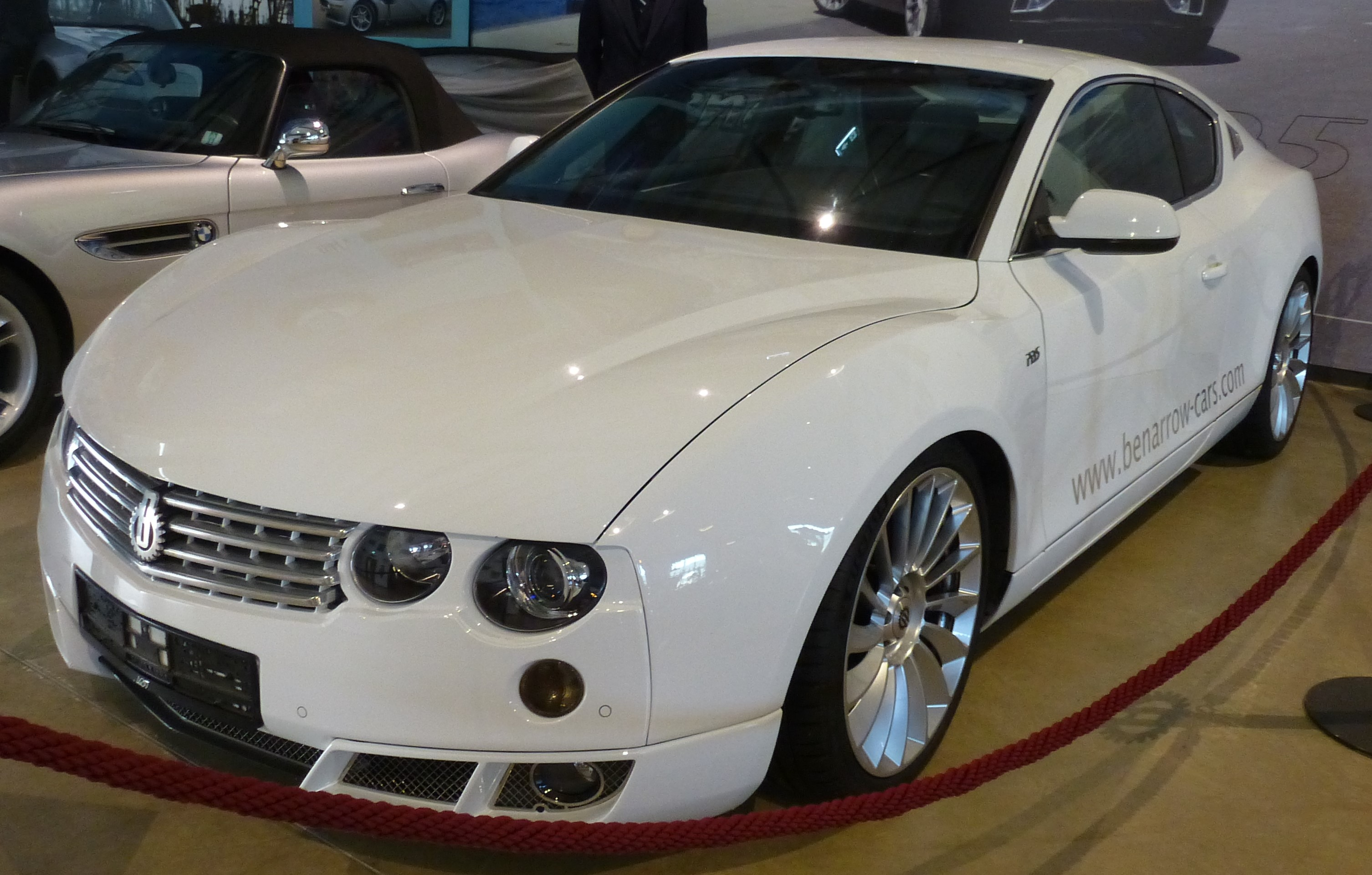
Benarrow PB5 im Zylinderhaus

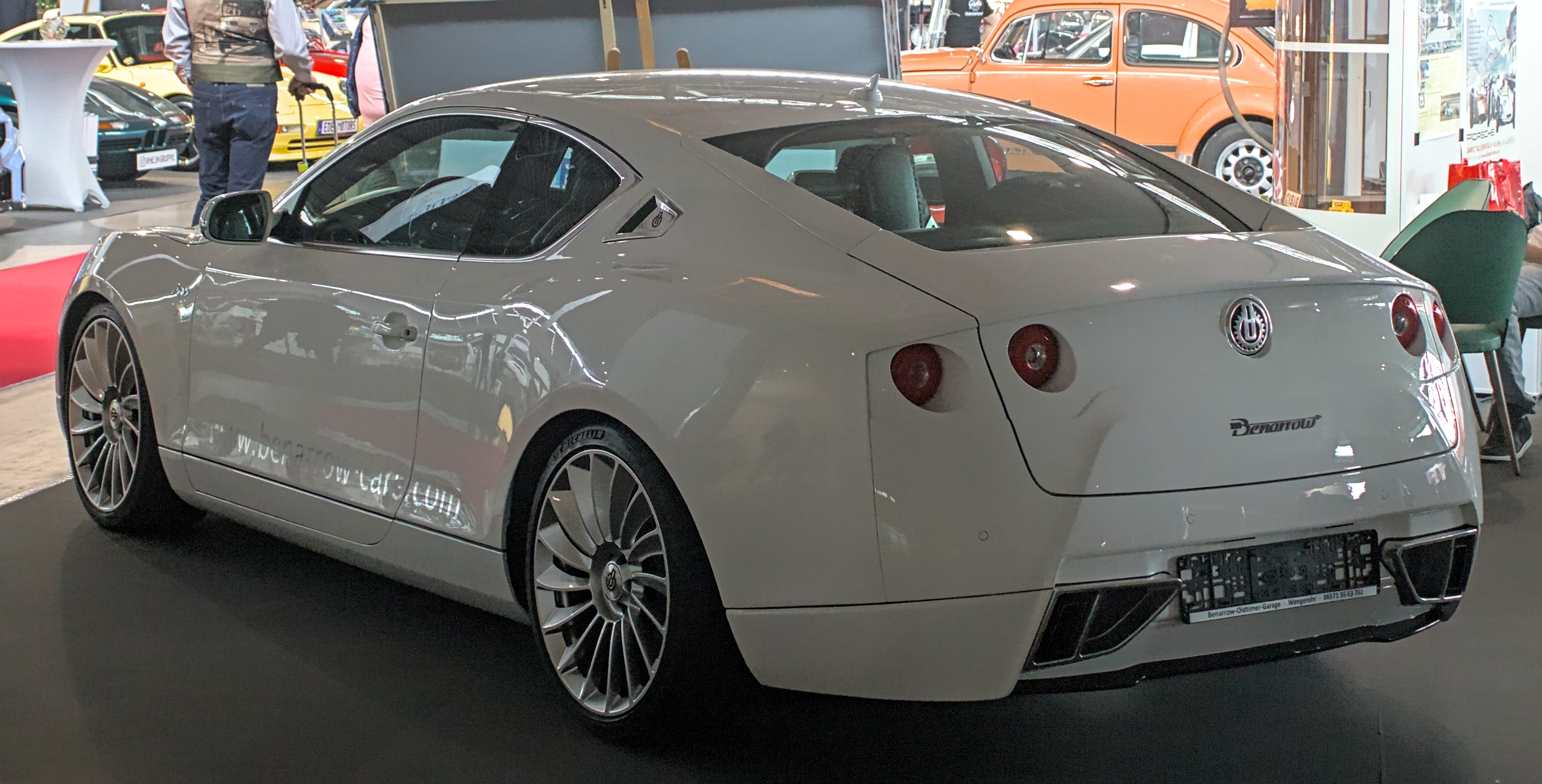
Heckansicht

Der in zwei Jahren entwickelte und seit 2010 hergestellte Benarrow PB5 ist das erste und einzige Modell der Benarrow GmbH. Das Coupé basiert auf dem Audi S5, von dem Teile der Karosserie übernommen wurden. Das Design des Autos wurde mit Unterstützung der englischen Coventry University entwickelt. Der 4,2-Liter-V8-Kompressor-Motor von MTM ist mit 525 PS (386 kW) 126 kW stärker als das V8-Serienmodell von Audi. Die Beschleunigung von 0–100 km/h liegt bei 4,5 s und die Höchstgeschwindigkeit bei 280 km/h.
Wegen des erfolgreichen Anklangs des Fahrzeugs bei öffentlichen Vorstellungen wurde 2010 die Fertigung in Kleinserie angekündigt. Der Listenpreis des Fahrzeugs betrug 267.750 Euro. Benarrow rechnete mit einer Produktion von nur einem Fahrzeug pro Monat.